# Ирник
 Тази статия е за прабългарския владетел.  За едноименното село вижте Ирник (село).  
Ирник (известен още като: Ирна, Ернах, Керемек, Ернак, Хернах) е легендарен прабългарски владетел, записан втори поред в т. нар. Именник на българските ханове след Авитохол. Според някои изследователи е негов син. Срокът му на живот е 150 години – точно половината от живота на Авитохол. Там пише, че е от рода Дуло и властта му е дадена в годината на Змията, месец четвърти – дилом твирем.
По-голямата част от медиевистите свързват Ирник с най-малкия син на Атила – Ернах, поради сходството на имената Ирник, Ернах и Атила, Авитохол, както и поради това, че посочената в Именника година на идване на власт на Ирник съвпада с годината на смъртта на Атила (и съответно на Авитохол). Според любителя историк Боно Шкодров Ирник е владетел през 463/465 – 489 г., по времето на император Зенон. Същият автор посочва като негови имена още Керемек и Ернах.

## Памет
Днес на негово име е кръстено село Ирник в община Ситово, Силистренско. На Ирник е наречена и улица в квартал „Димитър Миленков“ в София (Карта). Името на Ирник носи морският нос „Ирник“ на остров Сноу, Южни Шетландски острови, Антарктика.